# لاري دايموند
لاري دايموند (بالإنجليزية: Larry Diamond)‏ هو عالم سياسة وصحفي أمريكي، ولد في 1951.

## وصلات خارجية
- لاري دايموند على موقع إن إن دي بي (الإنجليزية)